# Carlo Galeffi
Carlo Galeffi (Malamocco, Venecia, 4 de junio de 1882 - Roma. 22 de septiembre de 1961) fue un barítono italiano, uno de los más destacados intérpretes de los papeles de las óperas de Verdi durante la primera mitad del siglo XX.
Fue alumno de Di Cuomo y Sbriscia, y terminó sus estudios en Roma con Antonio Cotogni. En esa ciudad debutó en 1904 con Lucia di Lammermoor. Sus primeros éxitos tuvieron lugar en el San Carlo de Nápoles con Rigoletto y Aida. Inmediatamente después hizo su presentación en Lisboa, Buenos Aires y en el Metropolitan de Nueva York. Debutó en la Scala de Milán en 1912 con Don Carlo y cantó allí en 17 temporadas, hasta 1938. Se presentó frecuentemente en el Teatro del Liceo de Barcelona y el Teatro Real de Madrid. Fue contratado en la Ópera Lírica de Chicago y volvió a Buenos Aires, donde permaneció hasta 1952.
Galeffi poseía una voz de amplio rango, que se distinguía por su calidez. Su pasional fraseo y elocuente enunciación lo hicieron un distinguido intérprete verdiano, particularmente de Rigoletto. Asimismo se distinguió como Tonio de I pagliacci o el Figaro de El barbero de Sevilla. Participó en los estrenos de Isabeau de Mascagni (1911), L'amore dei tre re de Montemezzi (1913) o Nerone de Boito (1924).